# Pseudocolopteryx
Pseudocolopteryx là một chi chim trong họ Tyrannidae.